# Wereldkampioenschap schaatsen allround vrouwen 1988
Het negenenveertigste Wereldkampioenschap schaatsen allround voor vrouwen werd op 12 en 13 maart 1988 verreden op het Nye Isstadion Moflaten van Skien, Noorwegen.
Achtentwintig schaatssters uit veertien landen, de Noorwegen (1), Nederland (4), de Sovjet-Unie (4), Canada (3), de DDR (3), de Verenigde Staten (3), Japan (2), Zweden (2), Finland (1), Italië (1), Nieuw-Zeeland (1), Oostenrijk (1), Polen (1), en West-Duitsland (1), namen eraan deel. Zes rijdsters debuteerden deze editie.
Karin Kania-Enke nam voor de achtste keer deel aan het WK Allround. Ze prolongeerde haar titel en werd voor de vijfde maal wereldkampioene, daarmee was ze de eerste vrouw die vijf maal de wereldtitel veroverde. Ze was ook de derde vrouw, na Maria Isakova ('48-'49-'50) en Atje Keulen-Deelstra ('72-'73-'74), die drie jaar op rij de wereldtitel veroverde. Ook was ze de derde vrouw die voor de zevende maal op het erepodium van het WK Allround zou plaatsnemen, ze evenaarde daarmee de prestatie van Tamara Rylova (die dit tussen '55 en '64 presteerde) en Stien Kaiser (die tussen '65 en '72 zelfs acht keer op het erepodium plaats nam).
Yvonne van Gennip stond met haar vijfde deelname aan het WK Allround na haar derde plaats in 1987 ook nu weer op het erepodium, ze werd tweede. De Poolse Erwina Rys-Ferens nam dit jaar voor de tiende keer deel en werd daarmee de negende vrouw die dit aantal bereikte. Dit was zestien jaar na haar debuut op het WK van 1972, en bereikte voor het eerst het erepodium na in '74 en '75 al eens 5e en 4e te zijn geworden.
Naart Yvonne van Gennip bestond de Nederlandse afvaardiging dit jaar uit Marieke Stam, Petra Moolhuizen en debutante Marga Preuter. Yvonne van Gennip veroverde op de 3000m, 1500m de zilveren medaille en op de 5000m de gouden medaille.
Ook dit kampioenschap werd over de grote vierkamp,respectievelijk de 500m, 3000m,1500m, en 5000m, verreden.

## Afstand medailles
| Afstand | Goud ·            | Zilver ·              | Brons ·               |
| ------- | ----------------- | --------------------- | --------------------- |
| 500m    | Karin Kania-Enke  | Seiko Hashimoto       | Erwina Rys-Ferens     |
| 3000m   | Karin Kania-Enke  | Yvonne van Gennip     | Gabi Zange-Schönbrunn |
| 1500m   | Karin Kania-Enke  | Yvonne van Gennip     | Erwina Rys-Ferens     |
| 5000m   | Yvonne van Gennip | Gabi Zange-Schönbrunn | Karin Kania-Enke      |

## Klassement
| Rang   | Schaatsster           | Land                           | Punten  | 500m         | 3000m        | 1500m        | 5000m        |
| ------ | --------------------- | ------------------------------ | ------- | ------------ | ------------ | ------------ | ------------ |
| Goud   | Karin Kania-Enke      | Duitse Democratische Republiek | 178,313 | 41,33 (1)    | 4.34,78 (1)  | 2.09,75 (1)  | 7.59,37 (3)  |
| Zilver | Yvonne van Gennip     | Nederland                      | 180,054 | 43,14 (5)    | 4.37,58 (2)  | 2.09,96 (2)  | 7.53,31 (1)  |
| Brons  | Erwina Rys-Ferens     | Polen                          | 182,682 | 42,85 (3)    | 4.40,52 (5)  | 2.12,76 (3)  | 8.08,26 (5)  |
| 4      | Gabi Zange-Schönbrunn | Duitse Democratische Republiek | 183,555 | 44,15 (14)   | 4.39,74 (3)  | 2.14,63 (9)  | 7.59,06 (2)  |
| 5      | Petra Moolhuizen      | Nederland                      | 184,299 | 44,54 (20)   | 4.39,76 (4)  | 2.13,71 (6)  | 8.05,63 (4)  |
| 6      | Jelena Lapoega        | Sovjet-Unie                    | 185,399 | 44,41 (19)   | 4.43,22 (6)  | 2.14,00 (7)  | 8.11,20 (6)  |
| 7      | Constanze Scandolo    | Duitse Democratische Republiek | 185,435 | 43,62 (10)   | 4.46,07 (8)  | 2.12,99 (4)  | 8.18,07 (8)  |
| 8      | Irina Bogatova        | Sovjet-Unie                    | 187,375 | 43,21 (6)    | 4.48,31 (9)  | 2.17,50 (14) | 8.22,81 (13) |
| 9      | Leslie Bader          | Verenigde Staten               | 187,480 | 42,86 (4)    | 4.49,71 (12) | 2.13,63 (5)  | 8.37,92 (16) |
| 10     | Inga Gilaoeri         | Sovjet-Unie                    | 187,780 | 44,21 (15)   | 4.48,92 (10) | 2.16,50 (12) | 8.19,17 (10) |
| 11     | Ariane Loignon        | Canada                         | 188,174 | 43,53 (9)    | 4.51,24 (16) | 2.18,16 (18) | 8.20,51 (12) |
| 12     | Svetlana Bojko        | Sovjet-Unie                    | 188,207 | 45,69 (25)   | 4.45,06 (7)  | 2.17,55 (15) | 8.11,57 (7)  |
| 13     | Elena Belci           | Italië                         | 188,389 | 44,79 (22)   | 4.51,11 (15) | 2.15,56 (11) | 8.18,95 (9)  |
| 14     | Marga Preuter         | Nederland                      | 188,812 | 43,82 (11)   | 4.49,59 (11) | 2.20,24 (22) | 8.19,81 (11) |
| 15     | Natalie Grenier       | Canada                         | 188,923 | 43,27 (7)    | 4.51,06 (14) | 2.18,01 (16) | 8.31,40 (15) |
| 16     | Minna Nystedt         | Noorwegen                      | 192,245 | 45,97 (27)   | 4.50,92 (13) | 2.21,20 (24) | 8.27,23 (14) |
| NC17   | Marieke Stam          | Nederland                      | 138,211 | 43,88 (12)   | 4.52,21 (17) | 2.16,89 (13) | -            |
| NC18   | Emese Nemeth-Hunyady  | Oostenrijk                     | 138,302 | 43,28 (8)    | 4.54,04 (22) | 2.18,05 (17) | -            |
| NC19   | Katie Class           | Verenigde Staten               | 139,971 | 45,95 * (26) | 4.53,53 (20) | 2.15,30 (10) | -            |
| NC20   | Jane Goldman          | Verenigde Staten               | 140,404 | 45,25 (24)   | 4.52,55 (18) | 2.19,19 (19) | -            |
| NC21   | Anja Mischke          | Duitsland                      | 140,433 | 44,26 (16)   | 4.53,78 (21) | 2.21,63 (25) | -            |
| NC22   | Natsue Seki           | Japan                          | 140,629 | 45,08 (23)   | 4.52,94 (19) | 2.20,18 (21) | -            |
| NC23   | Aila Tartia           | Finland                        | 141,076 | 44,77 (21)   | 4.58,54 (23) | 2.19,65 (20) | -            |
| NC24   | Chantal Côté          | Canada                         | 141,870 | 44,35 (18)   | 5.00,60 (24) | 2.22,26 (26) | -            |
| NC25   | Ylva Fors             | Zweden                         | 142,859 | 44,01 (13)   | 5.12,08 (25) | 2.20,51 (23) | -            |
| NC26   | Anette Hammarin       | Zweden                         | 145,041 | 44,32 (17)   | 5.12,97 (26) | 2.25,68 (27) | -            |
| NC27   | Ans Kremer            | Nieuw-Zeeland                  | 163,511 | 54,13 (28)   | 5.34,75 (27) | 2.40,77 (28) | -            |
| -      | Seiko Hashimoto       | Japan                          | 86,860  | 42,17 (2)    | DQ           | 2.14,07 (8)  | -            |

* = met val
NC = niet gekwalificeerd
NF = niet gefinisht
NS = niet gestart
DQ = gediskwalificeerd
Vet gezet = kampioenschapsrecord